# Nồi cơm điện

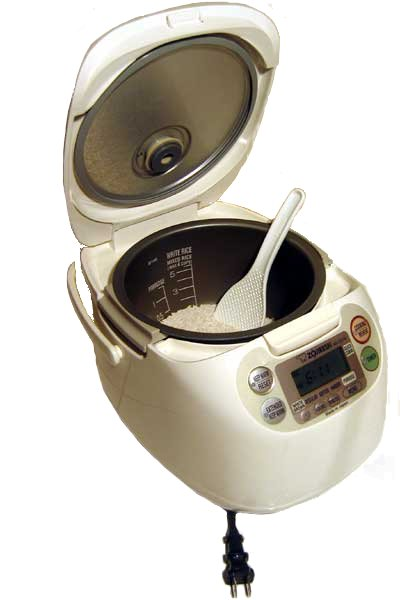
Nồi cơm điện, có muỗng và chứa gạo chưa nấu chín

Nồi cơm điện là một thiết bị gia dụng tự động được thiết kế để nấu cơm bằng cách hấp hơi gạo. Nó có một nguồn nhiệt, một nồi nấu, và một thiết bị cảm ứng nhiệt. Thiết bị cảm ứng này đo nhiệt độ của nồi nấu và kiểm soát nhiệt lượng. Nồi cơm điện phức tạp có thể có nhiều cảm biến hơn và các thành phần khác, và có thể nấu đa chức năng.